# Renato Curi Angolana
La Renato Curi Angolana è una società calcistica con sede a Città Sant'Angelo, in provincia di Pescara. Milita nel campionato italiano di Eccellenza Abruzzo e disputa le sue gare interne nello Stadio Leonardo Petruzzi.

## Storia

### La nascita dell'Angolana: Campionati regionali e Serie D
Le prime tracce di calcio a Città Sant'Angelo risalgono al 1923, quando i giovani calciatori angolani disputavano amichevoli contro il Penne e contro le squadre di Montesilvano e Silvi. Nel 1949 viene fondata l'Associazione Sportiva Città Sant'Angelo. Il colore sociale del neonato sodalizio era l'oro.
Nel 1951-1952 il Città Sant'Angelo si classifica al secondo posto nel girone A, alle spalle del Teramo. Nel 1952-1953 conclude il campionato al sesto posto. Dopo un'altra salvezza tranquilla nel 1953-54, nel 1954-55 la squadra viene ritirata dopo 13 partite. La squadra si riscrive solo nel 1957-58, anno in cui partecipa alla prima divisione abruzzese, chiudendo il campionato in ottava posizione.
Negli anni '60 il Città Sant'Angelo si inserisce stabilmente in Prima Categoria abruzzese, ma non disputa mai campionati di alto livello, rimanendo sempre nei bassifondi della classifica. Nel 1968-1969 il nuovo presidente Leonardo Petruzzi cambia il nome da "Città Sant'Angelo" ad "Angolana". Nella stessa stagione l'Angolana si classifica prima nel girone A del Campionato di Prima Categoria Abruzzese con 44 punti, venendo promossa in Serie D dopo aver vinto lo spareggio contro il Teramo (0-0 a Teramo e 1-0 a Città Sant'Angelo).
Nel 1969-1970 il tecnico artefice della promozione in Serie D, Enrico Di Santo, venne confermato alla guida tecnica. Con 7 punti in 9 partite, Di Santo venne esonerato e venne chiamato Luigi Soffrido, ex allenatore di Lecce e Trapani. Con 25 punti in altrettante partite, Soffrido condusse la squadra al dodicesimo posto in classifica, conquistando così la salvezza.
La stagione successiva partì con Farnese Masoni in panchina: tuttavia, il presidente Petruzzi lo esonerò dopo la prima partita, sostituendolo con Vitaliano Patricelli, che guidò la squadra verso la conquista di un ottimo terzo posto, alle spalle del Trani e del Cerignola. Nel 1971-1972 l'Angolana chiude in decima posizione.
Nel 1972-1973 i neroazzurri, guidati dal duo Giuseppe Clozza - Demetrio Patriarca, ottengono il dodicesimo posto, riuscendo nell'impresa di strappare un punto all'Adriatico alla settima giornata nel derby con la corazzata Pescara, pareggiato 1-1. Nel 1973-1974 gli angolani, ancora guidati dal duo Clozza - Patriarca, concludono il campionato all'ottavo posto.
Nel 1974-1975 tornò alla guida tecnica Vitaliano Patricelli, che portò i dragoni fino al quinto posto finale. Patricelli venne confermato anche per il 1975-1976, dove l'Angolana ottenne un discreto settimo posto.
L'anno seguente, venne richiamato il tecnico Farnese Masoni, ma i neroazzurri ottengono l'ultimo posto e retrocedono dopo 8 anni in Promozione.
Nel 1977-1978 l'Angolana, appena tornata in Promozione, chiude al settimo posto. L'anno successivo, l'Angolana chiude all'ultimo posto con soli 9 punti, scendendo quindi in Prima categoria. Dal 1980-1981 al 1995-1996 disputa la seconda categoria. Nel 1995-1996 viene ripescata in Prima categoria. Nella stagione 1996-1997 vince i play-off e sale in Promozione. Nel girone B di Promozione Abruzzo 1997-1998, l'Angolana si classifica al secondo posto dopo la Pro Vasto.

### Nasce la Renato Curi
Nel 1978 nasce l'Associazione Sportiva Renato Curi, con sede a Pescara. Il suo colore sociale era il rosso, in ricordo del Perugia di Renato Curi. Nel 1985-1986 disputa per la prima volta il massimo campionato regionale; proprio in quella stagione chiude con un brillante terzo posto, risultato bissato l'anno successivo. Nel Promozione Abruzzo 1987-1988 la Renato Curi chiude quarta, venendo ripescata in Serie D per la stagione 1988-1989; i pescaresi chiudono quindicesimi e retrocedono. L'anno successivo chiudono primi, riconquistando così l'Interregionale. Nel 1990-1991 gli adriatici concludono il campionato al sedicesimo posto, retrocedendo nuovamente. Nel 1991-1992 la Renato Curi si classifica al secondo posto dietro al Termoli, tuttavia ottengono un nuovo ripescaggio. Nel 1992-1993 i biancorossi, con il sedicesimo posto finale, ottengono l'ennesima retrocessione. Nel 1993-1994 i dannunziani conquistano il secondo posto, alle spalle del Paganica. Nel Eccellenza Abruzzo 1994-1995 la Renato Curi conclude il campionato al quarto posto, dietro al Pineto, al Lanciano e a L'Aquila. Dopo diversi buoni campionati sempre nelle prime posizioni in Eccellenza, nel 1997-1998 chiude seconda dietro al Lanciano, venendo promossa per ripescaggio.

### La fusione: Serie D ed Eccellenza
La moderna società nasce nel 1999, sebbene il presidente dell'Angolana Nicola Petruzzi avesse acquistato la Renato Curi trasferendo la sede a Città Sant'Angelo già nel 1998. Nel 1998-1999, i neroazzurri, guidati dall'argentino Alberto Hortega e poi da Ubaldo Righetti, concludono in sesta posizione nel girone G.
Nel 1999-2000 il presidente Nicola Petruzzi conferma in panchina Righetti. I dragoni rimangono in testa alla classifica fino alla trentunesima giornata, quando i nerazzurri perdono contro il Tolentino e cedono la vetta al San Marino. Con la rete segnata da Ignazio Damato nei minuti conclusivi di Jesina - San Marino, i titani vinsero il campionato con due lunghezze di vantaggio sull'Angolana.
Nel 2000-2001, viene ingaggiato Piero Di Sante e l'Angolana inizia la stagione con un pareggio contro la Sambenedettese, ma i risultati via via più negativi portarono all'esonero di Di Sante, sostituito da Salvatore Vassallo; il cambio di guida non portò tuttavia gli effetti sperati. Venne così chiamato in panchina Bruno Nobili, che nonostante qualche buon risultato, non riuscì ad evitare la retrocessione in Eccellenza. L'Angolana chiude il campionato in diciassettesima posizione, con 30 punti.
Il 2001-2002, al primo anno di Eccellenza, i neroazzurri disputano un campionato al di sotto delle aspettative, chiudendo in dodicesima posizione, riuscendo comunque a evitare i play-out.
Nel 2002-2003 l'Angolana chiude il campionato al quinto posto finale, qualificandosi così per i play-off, incontrando il Lauretum, seconda classificata, a un solo punto dalla vincitrice Celano. I neroazzurri battono 1-0 gli aprutini al Petruzzi e al ritorno finisce 1-1. In finale i draghi affrontano l'Avezzano, terza classificata al termine della stagione regolare e che in semifinale aveva eliminato la Santegidiese. Finisce 0-0 con i marsicani ammessi negli spareggi nazionali, in virtù del miglior piazzamento conseguito nella stagione regolare, e promossi in Serie D.
Nel 2003-2004 conclude il campionato al primo posto a pari merito con il Guardiagrele. Il 28 aprile 2004 si disputa allo Stadio Guido Angelini di Chieti lo spareggio tra le due prime classificate: i guardiesi vincono ai calci di rigore 6-5, relegando i rivali ai playoff, dove l'Angolana viene eliminata dal Penne (2-0 per i biancorossi a Penne e 1-0 per i draghi a Città Sant'Angelo).
Nel 2004-2005 l'Angolana, presa a campionato in corso da Attilio Piccioni, si gioca il campionato fino all'ultima giornata con l'Atessa. I neroazzurri battono il Penne al Petruzzi, mentre i sangrini vengono bloccati dal Francavilla al Valle Anzuca. I draghi scavalcano i rossoblu in classifica e vincono il campionato con 71 punti, tornando in Serie D dopo 4 anni.

### Di nuovo in Serie D
Al ritorno in Serie D, i neroazzurri chiudono undicesimi nel 2005-2006. Nel 2006-2007, l'Angolana ottiene un quinto posto, partecipando così ai play-off, dove però viene eliminata dal Fano. Nel 2007-2008 sfiora di nuovo la promozione in Lega Pro Seconda Divisione, mancandola all'ultima giornata: gli angolani, vengono fermati in casa dalla Maceratese, e la più diretta rivale Sangiustese, vincendo contro il Tolentino, supera in classifica i neroazzurri per un punto (61 a 60), venendo così promossa in Seconda Divisione. Nei play-off del girone F i civitaresi sconfiggono prima il Grottammare e poi il Campobasso in finale. Ai play-off nazionali l'Angolana incontra il Barletta e l'Alghero, nel Triangolare 3: gli abruzzesi perdono 0-1 al Petruzzi contro i pugliesi e 2-1 ad Alghero, chiudendo così ultima con 0 punti. La società nerazzurra presenta la domanda di ripescaggio, negata dal Consiglio di Stato.
Nel 2008-2009 l'Angolana conclude il campionato al settimo posto, mancando per soli due punti i play-off. Nella stessa stagione, i dragoni partecipano alla Coppa Italia nazionale, venendo eliminati dal Crotone (militante in Prima Divisione) per 2-0 all'Ezio Scida, con le reti di Salvatore Aurelio e Simone Basso. Nel 2009-2010 i neroazzurri chiudono dodicesimi, appaiati con il Bojano, ma perdono lo spareggio per il dodicesimo posto, e, di conseguenza, gli adriatici vengono relegati ai play-out contro il Centobuchi: i draghi espugnano Monteprandone 1-2 e vincono 2-0 a Città Sant'Angelo, salvandosi.
Nel 2010-2011 la Renato Curi Angolana chiude sesta, fallendo l'aggancio ai play-off per un solo punto, a favore della Jesina.
Nel 2011-2012, gli angolani chiudono in quattordicesima posizione, dovendo di conseguenza partecipare ai play-out contro i cugini della Santegidiese; finisce 1-3 a Sant'Egidio alla Vibrata e 3-2 a Città Sant'Angelo, con i nerazzurri che rimangono così in Serie D. Nel 2012-2013, dopo aver concluso il campionato al quattordicesimo posto, deve partecipare ai play-out contro il Celano: per via di un migliore piazzamento al termine della stagione regolare, i neroazzurri possono giocare su due risultati su tre; pareggiando a reti bianche in trasferta e perdendo 1-2 a Città Sant'Angelo, la Renato Curi Angolana retrocede, ma viene ripescata. Nel 2013-2014 parte con il confermato Luciano Miani in panchina, ma i pessimi risultati ottenuti nella prima parte di campionato portano alla sostituzione con Giuseppe Donatelli, che nonostante alcuni buoni risultati, non riesce a dare gli effetti sperati. Con la sconfitta per 2-0 in casa della Vis Pesaro alla penultima giornata, i draghi tornano in Eccellenza dopo 9 anni.

### Anni recenti in Eccellenza
Nel 2014-2015 la Renato Curi Angolana, sotto la guida di Ercole D'Eustacchio, arriva quinta in campionato, ma non può partecipare ai play-off per via di un eccessivo distacco dal Paterno, seconda classificata. Sempre nel 2014-2015 l'Angolana conquista la sua prima Coppa Italia Dilettanti Abruzzo, battendo il San Salvo ai calci di rigore sul neutro di Ortona. I neroazzurri incontrano agli ottavi l'Isernia: gli abruzzesi vincono 2-0 a Città Sant'Angelo e 1-0 ad Isernia. Il cammino dei draghi si ferma ai quarti contro il Lanusei. I sardi vincono 2-0 in casa; al "Petruzzi" non basta la vittoria dell'Angolana per 1-0.
Nel 2015-2016 l'Angolana ingaggia il tecnico Alessandro Tatomir, proveniente dal Miglianico. Dati i deludenti risultanti nella prima metà di campionato, Tatomir viene esonerato dopo il pareggio di Montesilvano. Al suo posto viene chiamato Paolo Savini, che con un'importante serie di risultati utili porta la squadra fino ai play-off, ma da marzo in poi i neroazzurri entreranno in crisi, perdendo punti importanti. A fine anno l'Angolana si classifica sesta, mancando i play-off.
Nel 2016-2017 la squadra viene affidata a Paolo Rachini, ex calciatore della stessa Angolana. Dopo una prima parte di stagione deludente, i draghi si riprendono nella parte centrale giungendo a 1 punto dalle capoliste Francavilla e Martinsicuro, ma il finale di stagione vedrà i draghi perdere terreno, chiudendo al sesto posto con 56 punti, mancando ancora una volta i play-off. Dopo alcuni anni grigi, i nerazzurri tornano nelle zone alte del campionato di Eccellenza nel 2022-23, concluso al terzo posto dopo aver lottato a lungo per le posizioni di vertice. 
La prima squadra punta molto sul settore giovanile, che ha ottenuto svariati titoli a livello regionale, raggiungendo anche le semifinali nazionali; i calciatori Fabio Grosso e Massimo Oddo sono cresciuti proprio nel vivaio di questa società.

## Colori e simboli

### Colori
I colori sociali sono il nero e l'azzurro. La divisa classica è a strisce verticali nero e azzurre. Recentemente si è pensato di far tornare l'Angolana giallo-blu, ovvero i colori sociali fino alla fine degli anni 1960. Il simbolo dell'Angolana è un drago giallo che sputa fuoco, con in secondo piano uno sfondo blu.

## Strutture

### Stadio
La Renato Curi Angolana gioca le sue gare interne al "Leonardo Petruzzi" (ex Comunale) di Città Sant'Angelo, situato a poca distanza dal centro storico angolano, nella contrada Alzano.
Costruito nel 1969 a seguito della promozione in Serie D, l'impianto presenta le seguenti caratteristiche:
- Posti totali: 2.020[23][24]
- Larghezza campo: 68,00 m
- Lunghezza campo: 105,00 m
- Fondo: Erba
- Copertura campo: Scoperto

Lo stadio è stato intitolato all'ex presidente Leonardo Petruzzi il 17 settembre 2011.

## Società

### Organigramma societario
Di seguito l'organigramma societario angolano per la stagione 2024-2025
Presidente:  Paolo Borrelli
Vice presidente:  Pasquale Marzuoli
Vice presidente:  Davide Bazzucco
Direttore sportivo:  Antonio Bucci
Team Manager:  Gabriele Giovannoli
Ufficio stampa:  Adriano De Stephanis
Relazione tifosi:  Sergio Di Sante
Responsabile settore giovanile:  Antonio Bucci

## Allenatori
Paolo Rachini
 Luciano Miani
 Giuseppe Donatelli
 Ubaldo Righetti
 Bruno Nobili
 Vincenzo Vivarini
 Paolo Bordoni
 Luigi Soffrido
 Mario Tontodonati
 Ettore Donati
 Augusto Gentilini

## Palmarès

### Competizioni regionali
- Eccellenza: 1

2004-2005
- Coppa Italia Dilettanti Abruzzo: 1

2014-2015

### Competizioni giovanili
- Campionato Nazionale Under-17 Dilettanti: 6

1987-1988, 1989-1990, 1991-1992, 1993-1994, 1994-1995, 1995-1996
- Campionato Giovanissimi Dilettanti: 3

1985-1986, 1988-1989, 1989-1990

### Partecipazione ai campionati
| Livello | Categoria          | Partecipazioni | Debutto   | Ultima stagione |
| ------- | ------------------ | -------------- | --------- | --------------- |
| 4º      | Serie D            | 8              | 1969-1970 | 1976-77         |
| 5º      | Serie D            | 12             | 1999-2000 | 2013-2014       |
| 5º      | Eccellenza Abruzzo | 21             | 1991-1992 | 2024-2025       |